# Asіpovіtjy
Asipovitjy (vitryska: Асіповічы) är en stad i Belarus.   Den ligger i voblasten Mahiljoŭs voblast, i den centrala delen av landet, 100 km sydost om huvudstaden Horad Mіnsk. Asipovitjy ligger 157 meter över havet och antalet invånare är 31 498.

## Natur
Terrängen runt Asipovitjy är mycket platt. Asipovitjy är det största samhället i trakten.